# Edwin Foden, Sons & Co.
Foden Trucks — британская автомобилестроительная компания выпускавшая грузовики и автобусы. Компания основана в 1856 году в городе Сандбач, Восточный Чешир, Англия. Paccar приобрела компанию в 1980 году, в 2006 году был выпущен последний автомобиль компании.

## История
В 1856 году Эдвин Фоден (англ. Edwin Foden 1841—1911) поступил в ученики на заводе Plant & Hancock производившем сельскохозяйственную технику. Затем он покинул компанию для обучения в Crewe Works, но в возрасте 19 лет вернулся на завод. Вскоре после этого он стал партнером в компании. С выходом на пенсию Джорджа Хэнкока в 1887 году компания была переименована в Edwin Foden, Sons & Co. Компания производила массовые промышленные двигатели, а также небольшие стационарные паровые машины, а с 1880 года сельскохозяйственные локомобили.
Экспериментальные паровые грузовики были произведены на рубеже XX века. В 1878 году законодательство, затрагивающее сельскохозяйственное применения было ослаблено и Foden начал производство широкого диапазона сельскохозяйственных локомобилей. Совершенствование паровой машины и изобретение компаунд-машины в 1887 году дало значительное маркетинговое преимущество, а позднее оказалось бесценным для развития паровых грузовиков. В 1896 году ограничения, влияющие на автомобильные перевозки были ослаблены, что позволило транспортным средствам легче трёх тонн путешествовать со скоростью до 12 миль в час (19 км/ч) без красного флага. Пришло время и Фоден выпустила серию из четырёх прототипа паровых грузовиков.
Опыт приобретённый инженерами компании позволил построить в 1901 году трёхтонный грузовик для военного министерства. Эта конструкция оказалась более быстрой и экономичной при проведении дорожных испытаний в тяжёлых условиях, но созданный Foden грузовик был в общем зачёте лишь вторым, уступив грузовику от компании Thornycroft, который был лучше по характеристикам проходимости. Тем не менее большинством наблюдавших за проведением состязаний грузовик от Foden рассматривался как победитель. Эта модель стала базовой для целой линии транспортных средств на первые три десятилетия XX века.
В послевоенные годы компания выпускала некоторое время старые модели с некоторыми улучшениями.
Ещё в 1930-е годы компания построила несколько прототипов автобусов, включая двухэтажный. В 1946 году начался серийный выпуск автобусов, а в 1950 году был разработан автобус с задним расположением двигателя, предшественник Leyland Atlantean, опередивший его на 8 лет.
В 1951 году на рынок выпущен автобус Foden PVR с задним расположением двигателя. Но компания делала также автобусы и с расположением двигателя под полом.
В 1948 году компания выпустила на рынок две модели грузовиков FE и FG имевших двухтактный дизельный двигатель Foden FD6.
В 1958 году компания начала применять при изготовлении кабин грузовиков стеклопластик. Первой моделью грузовика и использованием стеклопластика был Foden S21. За оригинальный внешний вид грузовик получил прозвища «Космический корабль», «Sputnik», Микки-Маус. Его выпуск продолжался до 1961 года.
Более традиционной была кабина грузовика серии S20 выполненная из металла и дерева, он выпускался с 1956 года.
В 1964 году произошли изменения в законодательстве Великобритании которые позволили выпускать грузовики сочленённой конструкции с массой до 32 тонн. После этого более 75 % продаваемых на рынке Великобритании автомобилей были седельными тягачами.
- Дизельный грузовик 1931 года
- Грузовик Foden S21
- Грузовик Foden S20